# 克內什蒂鄉
45°24′N 26°36′E / 45.400°N 26.600°E
克內什蒂鄉（羅馬尼亞語：Comuna Cănești, Buzău），是羅馬尼亞的鄉份，位於該國東南部，由布澤烏縣負責管轄，面積31平方公里，海拔高度300米，2007年人口975，人口密度每平方公里31人。